# Cukrownik modrołbisty
Cukrownik modrołbisty (Dacnis lineata) – gatunek małego ptaka z rodziny tanagrowatych (Thraupidae). Występuje w północnej połowie Ameryki Południowej, głównie w Amazonii. W Czerwonej księdze gatunków zagrożonych IUCN klasyfikowany jest jako gatunek najmniejszej troski (LC, Least Concern).

## Systematyka
Po raz pierwszy zgodnie z zasadami nazewnictwa binominalnego gatunek ten opisał niemiecki przyrodnik Johann Friedrich Gmelin w 1789 roku, nadając mu nazwę Motacilla lineata. Opis ukazał się w 13. edycji linneuszowskiego Systema Naturae. Jako miejsce typowe Gmelin wskazał Kajennę (obecnie Gujana Francuska).

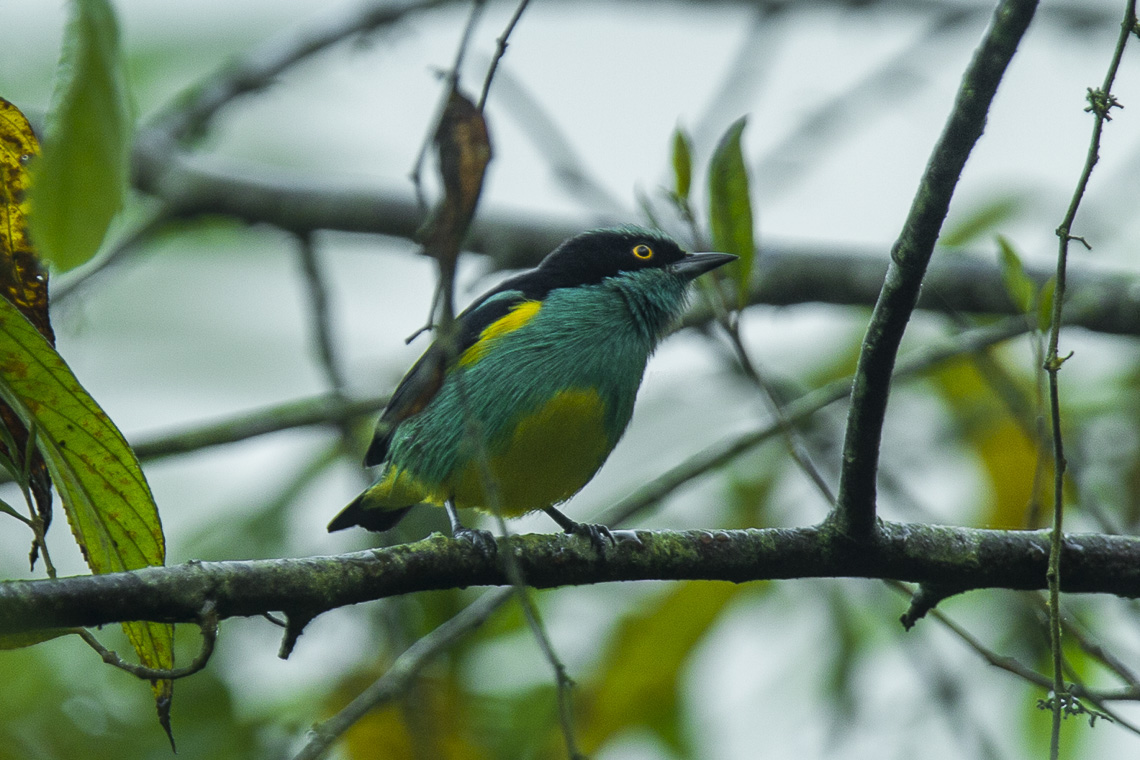
Samiec D. l. aequatorialis

Część autorów wyróżnia trzy podgatunki:
- D. l. egregia P.L Sclater, 1855 – cukrownik maskowy[5]
- D. l. aequatorialis Berlepsch & Taczanowski, 1884
- D. l. lineata (J.F. Gmelin, 1789) – cukrownik modrołbisty[5].

Natomiast IOC podobnie jak m.in. BirdLife International podgatunki egregia i aequatorialis wydzielają do osobnego gatunku Dacnis egregia.

### Etymologia
- Dacnis: greckie δακνις daknis – rodzaj ptaka z Egiptu, dotychczas niezidentyfikowany, wymieniony przez Hezychiusza i Pompejusza Festusa[12].
- lineata: łac. linea – „prążkowany”[13].

## Morfologia
Mały ptak o średniej wielkości, stożkowym, ostro zakończonym i lekko zaokrąglonym czarnym dziobie. Nogi czarniawe. Tęczówki w kolorze żółtym. Występuje dymorfizm płciowy. Samce są głównie turkusowe i czarne. Górna część głowy turkusowa, to ubarwienie rozciąga się aż do karku. Od dzioba, wokół oka występuje szeroka czarna maska, która rozszerza się w kierunku szyi i łączy z czarno ubarwionymi barkówkami. Gardło i podgardle turkusowe. Reszta głowy, szyi, pierś, boki, grzbiet i zad turkusowe. Brzuch i pokrywy podogonowe białe. Skrzydła i krótki ogon, czarne. Na skrzydłach kilka lotek z turkusowymi zakończeniami. Samice ubarwione bardziej jednolicie, górne części ciała oliwkowobrązowe, ogon i lotki nieco ciemniejsze. Dolne części ciała bladoszare, bladobrązowe i bladooliwkowobrązowe. Środek brzucha i pokrywy podogonowe białawe, dolne części skrzydeł białe. Młode osobniki nie zostały w pełni opisane, ale są podobne do samic. Długość ciała 10–11,5 cm, masa ciała podgatunku D. l. lineata 9,5–13 g.

## Zasięg występowania

Zasięg występowania podgatunków egregia i aequatorialis, przez część autorów traktowanych jako osobny gatunek

Podgatunek D. l. egregia występuje w Andach w zachodniej Kolumbii. D. l. aequatorialis zamieszkuje zachodni Ekwador i skrajnie południowo-zachodnią Kolumbię. Podgatunek D. l. lineata występuje głównie w Amazonii i krajach regionu Gujana – od wschodnich podnóży Andów w Wenezueli przez wschodnią Kolumbię, wschodni Ekwador, wschodnie Peru, aż do północnej Boliwii oraz od południowo-wschodniej Wenezueli, Gujany, Surinamu i Gujany Francuskiej po większość obszaru brazylijskiej Amazonii. Gatunek występuje głównie na terenach położonych na wysokości do 900 m n.p.m., jednak w Andach górne granice występowania są większe: w Boliwii do 1200 m n.p.m., do 1300 m n.p.m. w południowej Wenezueli, 1400 m n.p.m. we wschodnim Peru, 1500 m n.p.m. w północnej Boliwii, aż do 1500–1700 m n.p.m. w południowo-wschodnim Ekwadorze. Zasięg występowania podgatunku nominatywnego, według szacunków organizacji BirdLife International, obejmuje około 7,28 mln km², zaś łączny zasięg podgatunków egregia i aequatorialis to około 436 tys. km².

## Ekologia
Jego głównym habitatem są tropikalne wilgotne lasy nizinne oraz tropikalne wilgotne lasy górskie. Gatunek ten zasiedla też obrzeża lasów, zarówno pierwotnych jak i wtórnych, plantacje, ogrody z porozrzucanymi drzewami. Populacje z Amazonii zamieszkują korony drzew wysokich lasów zarówno terra firme, jak i zalewowych (várzea), obrzeża lasów, ocienione plantacje kawy, a czasami także lasy przy brzegach rzek (w tym lasy galeriowe) oraz niższe lasy ekoregionów Yungas i Chiquitano w Boliwii. Cukrownik modrołbisty jest gatunkiem osiadłym. Długość pokolenia jest określana na 3,7 roku. Głównym składnikiem jego diety są stawonogi i małe owoce. Podgatunki egregia i aequatorialis najbardziej kojarzone są z owocami roślin z rodzaju Miconia z rodziny zaczerniowatych oraz z drzewami posiadającymi drobne owoce. Podgatunek nominatywny często obserwowany jest, jak zjada drobne owoce zaczerniowatych, jagody Norantea guianensis z rodziny Marcgraviaceae oraz owoce cekropki. Przypuszcza się także, że spija nektar.

### Rozmnażanie
Brak informacji na ten temat. W Kolumbii samce w kondycji lęgowej obserwowane były od maja do września w południowej części departamentu Bolívar i w grudniu w departamencie Santander.

## Status
W Czerwonej księdze gatunków zagrożonych IUCN cukrownik modrołbisty jest klasyfikowany jako gatunek najmniejszej troski (LC, Least Concern). Liczebność populacji nie została oszacowana, ale ptak ten opisywany jest jako dosyć pospolity. Trend populacji uznawany jest za spadkowy z powodu zagrożeń związanych ze zmniejszaniem się habitatu (wylesianiem).
IUCN traktuje podgatunki egregia i aequatorialis jako osobny gatunek Dacnis egregia; także zalicza go do kategorii najmniejszej troski, a trend liczebności populacji uznaje za spadkowy.